# Canon EOS M5
Die Canon EOS M5 ist eine spiegellose Systemkamera des japanischen Herstellers Canon. Sie kam im November 2016 auf den Markt. Zusammen mit der Kamera wurde auch das Objektiv EF-M 18–150 mm f/3.5–6.3 IS STM vorgestellt. Beide sind zusammen als Bündel erhältlich.

## Technische Merkmale
Neben dem TFT-Bildschirm hat die Kamera als erste Systemkamera von Canon einen eingebauten OLED-Sucher mit einer Auflösung von 1080 × 720 Pixeln (2,36 Millionen Subpixel). Der Bildsensor hat das APS-C-Format und eine Auflösung von 24,2 Megapixeln. Videos können in Full-HD-Auflösung bei 60 Vollbildern pro Sekunde aufgenommen werden.
Die M5 ist gemeinsam mit der PowerShot G7 X Mark II eine der ersten beiden Kameras mit einem Digic-7-Prozessor.
Der integrierte Blitz hat die Leitzahl 5. In den vorhandenen Blitzschuh passen alle EX-Speedlite-Blitzgeräte.